# Office of Administration

Siegel des Office of Administration

Das Office of Administration ist ein Teil des Executive Office of the President of the United States. Die Abteilung wurde 1977 während der Carter-Administration begründet, um als Bindeglied zwischen dem Präsidenten und den untergeordneten Abteilungen des Executive Office zu dienen.
Die Aufgabe des Office of Administration ist, sämtliche Administrativ- und Managementaufgaben des Executive Office zu übernehmen. Dazu gehören unter anderem die Buchhaltung, die Human Resources, Facilitymanagement, Security und Informations- und Kommunikationsdienste. Allen Handelsbeauftragten der Vereinigten Staaten, ob in den USA oder in anderen Staaten, werden vom Office of Administration zugedient.
Das Office of Administration ist in mehrere Geschäftsbereiche gegliedert. In der Biden-Administration sind dies:
- Office of the Chief Administrative Officer (OCAO): Human Resources
- Office of the Chief Financial Officer (OCFO): Finanzen
- Office of the Chief Operations Officer (OCOO): Liegenschaftsverwaltung, Logistik
- Office of the Chief Security Officer (OCSO): Sicherheitsdienst
- Office of Information Technology (OA IT): Datensicherheit
- Office of the General Counsel (OGC): Rechtsberatung

Die Geschäftsbereiche können in verschiedenen Präsidentschaften umgegliedert werden. In der Obama-Administration bestand etwa ein Office of Equal Employment Opportunity (OEEO), das für Gleichstellung innerhalb des Executive Office sorgen sollte.